# Bulhon
Bulhon település Franciaországban, Puy-de-Dôme megyében. Lakosainak száma 588 fő (2022. január 1.). Bulhon Crevant-Laveine, Culhat, Lezoux és Orléat községekkel határos.

## Népesség
A település népességének változása:
| Lakosok száma | 536  | 535  | 541  | 530  | 531  | 534  | 550  | 569  | 588  |
|               | 2013 | 2015 | 2016 | 2017 | 2018 | 2019 | 2020 | 2021 | 2022 |